# Yū Asakawa
Yū Asakawa (浅川 悠?, Asakawa Yū; Tokyo, 20 marzo 1975) è una doppiatrice giapponese.
Affiliata ad Aoni Production, è attiva in anime e videogiochi

## Biografia
È la moglie del doppiatore Shotaro Morikubo, che ha sposato nel 2007 e da cui ha avuto 3 figli.

## Doppiaggio

### Anime
- Those Who Hunt Elves 2 (1997): Rena
- Akihabara dennō gumi (1998): Tsugumi Higashijujo
- Record of Lodoss War: La saga dei cavalieri (1998): Shiris
- Akihabara dennō gumi: 2011 nen no natsuyasumi (1999): Tsugumi Higashijujo
- Shin Hakkenden (1999): Rei
- Boogiepop Phantom (2000): Nagi Kirima
- Hamtaro (2000): Jingle
- Love Hina (2000): Motoko Aoyama
- Vandread (2000): Jura Basil Elden
- Shin Getter Robot contro Neo Getter Robot (2000): Sho Tachibana
- Beyblade (2001): Raju
- Immoral Sisters (2001): Rumi Kitazawa
- Hikaru no go (2001): Yūki Mitani
- Angel Blade (2001): Nailkaizer
- RahXephon (2002): Shinobu Miwa
- Love Hina Again (2002): Motoko Aoyama
- Azumanga daiō (2002): Sakaki
- Gravion (2002): Mizuki Tachibana
- Kaleido Star (2003): Pamela
- Zatch Bell! (2003): Kiyama Tsukishi
- DearS (2004): Eiko
- Lupin III - Tutti i tesori del mondo (2004): Rebecca Lambert
- School Rumble (2004): Itoko Osakabe
- Sweet Valerian (2004): Pop
- Fate/stay night (2006): Rider
- Ikkitousen: Dragon Destiny (2007): Shiryu Chou'un
- Naruto Shippuden (2007): Fūka
- Ikkitousen: Great Guardians (2008): Shiryu Chou'un
- The Qwaser of Stigmata (2010): Eva Silver
- Fate/stay night: Unlimited Blade Works (2010): Rider
- Ikkitousen: Xtreme Xecutor (2010): Shiryu Chou'un
- K-ON!! (2010): Norimi Kawaguchi
- Manyu hikencho - Il prosperoso clan Manyu (2011): Mizuki
- Carnival Phantasm (2011): Rider
- Ikkitousen in Kyoto (2011): Shiryu Chou'un
- Aikatsu! (2012): Honoka Tsukikage
- Brave 10 (2012): Anastasia
- Upotte!! (2012): Miss Fujiko (FG42)
- Koi to senkyo to chocolate (2012): Satsuki Shinonome
- Sasami-san@Ganbaranai (2013): Juju Tsukuyomi
- Senran Kagura (2013): Daidōji
- Akame ga Kill! (2014): Leone
- Fate/stay night: Unlimited Blade Works (2014): Rider
- Nobunagun (2014): Jess Beckham
- The Testament of Sister New Devil (2015): Chisato Hasegawa
- Hybrid × Heart Magias Academy Ataraxia (2016): Zelshione
- Fate/stay night: Heaven's Feel - I. presage flower (2017): Rider
- Schoolgirl Strikers: Animation Channel (2017): Tierra
- Today's Menu For Emiya Family (2018): Rider
- Ikkitousen: Western Wolves (2019): Shiryu Chou'un
- Fate/stay night: Heaven's Feel - II. lost butterfly (2019): Rider
- Fate/stay night: Heaven's Feel - III. spring song (2020): Rider
- Getter Robot Arc (2021): Sho Tachibana
- Shin Ikkitousen (2022): Shiryu Chou'un

### Drama-CD
- Hataraku maō-sama! (2013): Emi Yusa/Emilia Justina

### Videogiochi
- Armored Core 3 (2002): Reign Mayers
- Ever17: The out of infinity (2002): Tsugumi Komachi
- Brave Knight: The Knight of Lieveland (2002): Eldear Maclade
- Robot Alchemic Drive (2002): Saki Kyono
- Star Ocean: Till the End of Time (2003): Nel Zelpher
- Jak II: Renegade (2003): Ashelin
- Baten Kaitos: Le Ali Eterne e L'oceano Perduto (2003): Ayme
- Onimusha 3 (2004): Michelle Aubert
- Symphonic Rain (2004): Cordell
- Perfect Dark Zero (2005): Mai Hem
- Dirge of Cerberus: Final Fantasy VII (2006): Shalua Rui
- Lunar Knights (2006): Liza, Beaty
- Luminous Arc (2007): Mavi
- Fire Emblem: Radiant Dawn (2007): Rolf
- Fate/stay night [Réalta Nua] (2007): Rider
- Eternal Sonata (2007): Rondo
- Ikkitousen: Shining Dragon (2007): Shiryu Chou'un
- Fate/tiger colosseum (2007): Rider
- They Are My Noble Masters (2008): Natose
- Fate/unlimited codes (2008): Rider
- Super Robot Wars A Portable (2008): Rosamia Badam
- Super Robot Wars Z (2008): Rosamia Badam, Mizuki Tachibana
- Ikkitousen: Eloquent Fist (2008): Shiryu Chou'un
- Dynasty Warriors: Gundam 2 (2008): Rosamia Badam
- Amagami (2009): Hibiki Tsukahara
- Final Fantasy XIII (2009): Lebreau
- Mirai Nikki: 13-nin-me no Nikki Shoyūsha (2010): Azami Kirisaki
- Ikkitousen: Xross Impact (2010): Shiryu Chou'un
- The Legend of Heroes: Trails from Zero (2010): Ilya Platiere
- Dynasty Warriors: Gundam 3 (2010): Rosamia Badam
- Super Robot Wars Z2: Destruction Chapter (2011): Mizuki Tachibana
- AquaPazza: AquaPlus Dream Match (2011): Narratrice
- The Legend of Heroes: Trails to Azure (2011): Ilya Platiere
- Majikoi! R (2012): Momoyo Kawakami
- Super Robot Wars Z2: Rebirth Chapter (2012): Mizuki Tachibana
- Koi to senkyo to chocolate (2012): Satsuki Shinonome
- Senran Kagura Burst (2012): Daidōji
- Hatsune Miku: Project Diva F (2012): Megurine Luka
- Anarchy Reigns (2012): Sasha Ivanoff
- Monster Monpiece (2013): Masked Diva
- Senran Kagura: Shinovi Versus (2013): Daidōji
- Mind Zero (2013): Reika Kisaki
- Killer Is Dead (2013): Betty
- Tears to Tiara II: Heir of the Overlord (2013): Aemilia
- Granblue Fantasy (2014): Anthuria, Predator, Ulmia
- Senran Kagura: Bon Appétit! (2014): Daidōji
- Hatsune Miku: Project Diva F 2nd (2014): Megurine Luka
- Freedom Wars (2014): Natalia "9" Woo
- Senran Kagura 2: Deep Crimson (2014): Daidōji
- Fate/hollow ataraxia (2014): Rider, Assassin/Stheno, Archer/Euryale
- Senran Kagura: Estival Versus (2015): Daidōji
- Fate/Grand Order (2015): Rider/Medusa, Archer/Euryale, Assassin/Stheno, Lancer/Ana, Avenger/Gorgon
- Hatsune Miku: Project Diva X (2015): Megurine Luka
- Uppers (2016): Daidōji
- Fate/Extella: The Umbral Star (2016): Rider/Medusa
- Fire Emblem Heroes (2017): Mia, Rolf
- Nora, Princess, and Stray Cat (2017): Shachi Yūri
- Senran Kagura: Peach Beach Splash (2017): Daidōji
- Another Eden: The Cat Beyond Time and Space (2017): Radias
- Azur Lane (2017): ROC Yat Sen, USS Ranger
- Shinobi Master Senran Kagura: New Link (2017): Daidōji, Shiryu Chou'un
- Senran Kagura Burst Re:Newal (2018): Daidōji
- Fate/Extella Link (2018): Rider/Medusa
- Cyanotype Daydream: The Girl Who Dreamed the World (2020): Rin Hatano, Olivia Berry, Sumomo Momonouchi, Yonagi
- The Legend of Heroes: Trails into Reverie (2020): Ilya Platiere
- Project Sekai: Colorful Stage! feat. Hatsune Miku (2020): Megurine Luka
- Final Fantasy XIV: Endwalker (2021): Barbariccia